# Piaski (Krotoszyn)
Pour les articles homonymes, voir Piaski.
Piaski (prononciation : [ˈpjaski]) est un village polonais de la gmina de Zduny dans le powiat de Krotoszyn de la voïvodie de Grande-Pologne dans le centre-ouest de la Pologne.
Il se situe à environ 3 kilomètres au nord-ouest de Zduny (siège de la gmina), à 7 kilomètres au sud-ouest de Krotoszyn (siège du powiat) et à 85 kilomètres au sud de Poznań (capitale régionale).

## Histoire
De 1975 à 1998, le village faisait partie du territoire de la voïvodie de Kalisz.

Depuis 1999, Piaski est situé dans la voïvodie de Grande-Pologne.